# Бережанка (зупинний пункт)
Бережа́нка — пасажирський залізничний зупинний пункт Тернопільської дирекції Львівської залізниці.
Розташований у селі Бережанка, Лановецький район Тернопільської області на лінії Тернопіль — Ланівці між станціями Збараж (31 км) та Ланівці (8 км).
Станом на травень 2019 року щодня дві пари дизель-потягів прямують за напрямком Ланівці — Тернопіль-Пасажирський.